# Sinus Roris

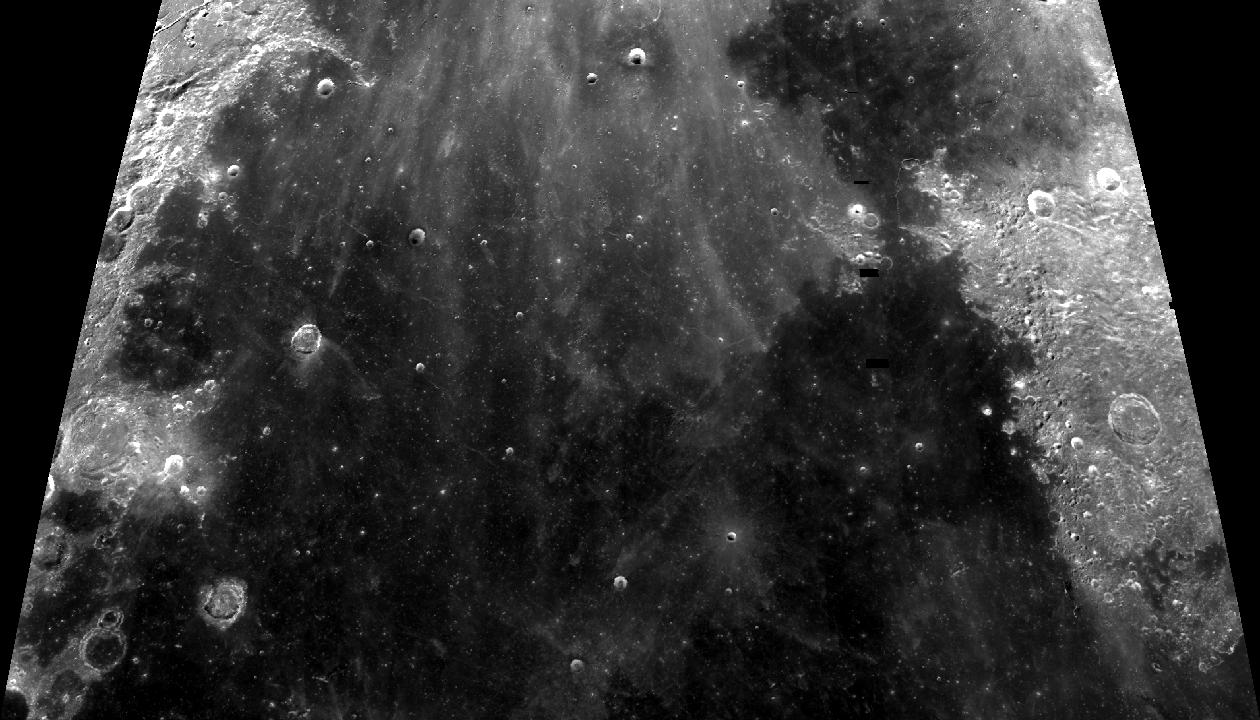
Sinus Roris

Sinus Roris (łac. Zatoka Rosy) – zatoka księżycowego morza Oceanus Procellarum. Jej współrzędne selenograficzne to 54,0° N; 56,6° W, a średnica wynosi 335 km. Nazwa została zatwierdzona przez Międzynarodową Unię Astronomiczną w roku 1935.